# Симония
Симония се нарича продажба и покупка на свещен сан, а в по-широк смисъл всякакъв вид търгуване с духовни ценности.

## Произход на термина
Названието произлиза от името на Симон Влъхва, за когото доста подробно се разказва в глава 8 от „Деяния на светите Апостоли“.
Той бил от областта Самария. По мнение на древните църковни писатели св. Ириней Лионски (главният изобличител на гностиците – ок. 130 – 202 г.), св. Иполит Римски (негов ученик, живял в началото на III в.), Тертулиан (160 – 220 г.) и др. той е основател на гностическата секта симониани или елениани (по името на жена му Елена) и родоначалник на гностицизма и на всички ереси в Църквата. Говори за себе си, че е „велик човек“, смайва самарийските жители с магии, така, че те казвали за него, че е „велика сила Божия“.
Когато св. архидякон Филип благовестял за царството Божие, Симон повярвал, кръстил се и не се отделял от него. Но неговите критици го обвиняват, че е приел кръщението само външно. Като вижда големите чудеса и личби, които ставали, и че Духът Свети се дава чрез възлагане ръцете апостолски, Симон предлага пари, за да получи този дар. Той смятал, че дарбата може да се получи срещу съответното заплащане. Именно от това негово предложение произлиза понятието симония. Предложението му се отхвърля от св. апостол Петър и Симон бива изобличен, задето е „помислил, че с пари се добива дарът Божий“.

## Учение на Симон
Гностическите възгледи на Симон се проявяват в по-късното му учение, че той самият е проявление на Бога. Използвайки християнската терминология, назовава себе си като „отец“, явил се в собствено лице в Самария, като „син“ се явил в Иудея в лицето на Иисус, когото напуснал преди разпятието и като „свети дух“, който просвещава езичниците по цялата вселена. Св. Иполит свидетелства за неговия неудачен опит да възкръсне: по негово желание последователите му го положили жив в гроб, където след три дни го намерили мъртъв.

## Развитие на симонията
Симонията не приключва със смъртта на Симон. Затова тя е категорично осъдена в 29 Апостолско правило:
| „ | Епископ, пресвитер или дякон, който е получил това си достойнство за пари, нека бъде низвергнат и (сам) той и оня, който го е ръкоположил, и нека бъде напълно изключен от общение като: Симон вълхв от мене, Петра. | “ |

Подобен проблем третира и следващото Правило 30, което разпорежда низвержение на епископ, получил епископска власт с помощта на светски власти. Св. Василий Велики, епископ на Кесария Кападокийска (329 – 379 г.) изпраща каноническо послание до подчинените му епископи, в което пише:
| „ | Някои измежду вас взимали пари от ръкополагани и, което е още по-лошо, това прикривали под булото на благочестие... На тогова, който взима сребро, трябва да кажем това, що апостолите са казали на оня, който искал да даде такова, за да купи преподаването на Светия Дух: „Среброто ти да погине заедно с тебе“ (Деян. 8:20), понеже по-малко греши тоя, който по неразбиране иска да купи Божия дар, нежели оня, що го продава, тъй като това е продажба и, ако даром полученото продадеш, ще ти се отнеме благодатта, като продаден на сатаната, понеже въвеждаш кръчмарство в духовните работи и в църквата, в която ни е поверено Тялото и Кръвта Христова. Тия неща не трябва така да стават. А ето в що се състоят хитруванията. Те мислят, че не грешат, ако взимат не при самото ръкоположение, а после, когато всъщност да вземеш кога и да е, все е вземано. Прочее, моля ви да изоставите тоя подход, или, по-добре казано този път за ада, и не правете себе си недостойни да извършвате свещените тайнства, като цапате ръцете си с такова лихоимство... И ако някой подир това мое послание извърши нещо такова, нека се отстрани от тукашните олтари и отиде там, гдето може да купува и продава Божия дар... Всичко това става от сребролюбие, а сребролюбието е корен на всички злини (I Тим. 6:10) и се нарича идолопоклонство (Колос. 3:5). Прочее, не предпочитайте идолите пред Христа за малко сребро, нито пък на Юда подражавайте, вторично продавайки срещу подкуп веднъж Разпнатия заради нас. | “ |

Симонията е остро осъдена и от Четвъртия вселенски събор в Халкидон през 451 г. Съборните Отци намерат за необходимо веднага след като в Правило 1 потвърждават решенията на предишните събори, в Правило 2 да постановят:
| „ | Ако някой епископ за пари извърши ръкоположение и благодатта, която е непродаваема, обърне в предмет на продажба, и за пари постави епископ, хорепископ, пресвитер, дякон или друг някой броящ се в клира, или, воден от желание за гнусно обогатяване, за пари произведе иконом, екдик, парамонар или въобще на някоя църковна длъжност, – такъв, ако се докаже, че е вършил това, нека бъде низвергнат и поставения от него по никой начин да се не ползува от купеното ръкоположение или производство, а да бъде чужд на достойнството или длъжността, която за пари е добил. Ако се окаже някой да е посредничил в тази гнусна и беззаконна търговия, и такъв, ако е от клира, нека бъде низвергнат, а ако е мирянин или монах, да бъде предаден на анатема. | “ |

Изглежда, че явлението не изчезва и темата за симонията продължава да занимава Отците от следващите събори. Шестият вселенски събор в Константинопол през 680 – 691 г. решава (22 правило):
| „ | Ония, които за пари са поставяни за епископи или в коя и да е степен на клира, а не заради примерния им живот, подир като са били избрани и изпитани, заповядваме да бъдат низвергнати, както те, така и ония, които са ги ръкоположили. | “ |

Тарасий, патриарх на Константинопол, Новия Рим от 784 до 806 г., пише до Адриан I, папа на стария Рим (772 – 795 г.) специално послание по проблема на симонията в Църквата. Това послание, издадено веднага след VII Вселенски събор било присъединено към съборните правила. Основният аргумент против симонията в него е:
| „ | Приемащите даром благодатта на Духа, както и дълга даром да я дават (вж. Мат. 10:8) на ония, които ще я получават от тях, имат това задължение от приелите тази свобода от гласа Господен. | “ |

Най-голямата и единствена по рода си проява на симония е продаването на папския престол. Това става през 1045, когато папа Бенедикт IX, продава официално трона на Свети Петър на свещеника Йоан Граций, който приема името Григорий VI

## Симонията в литературата
Освен в църковната литература, тя е интерпретирана и в светската. В „История на българите“, издадена на немски и чешки през 1876 г. Константин Иречек пише:
| „ | Парите царели над всичко в Цариградската църква. Ученост, житейска опитност и нравствено достойнство не били нужни за духовна кариера; трябвало да се плаща и да се плаща много. Цената на патриаршеския сан, която в 1573 г. достигала само 6000 дуката, с течение на времето се увеличила 25 пъти. За да може да се набави тази грамадна откупна сума, всеки нов глава на източното християнство оценявал отделните епископства едно на друго по 4000 дуката...“ . | “ |

Явлението покрива широк спектър от църковния живот. Сигурно не е случайно, че службите, които в славянските църкви се наричат „треби“ (кръщение, венчание, опело и пр.), в румънската църква се казват „симоние“.
Не бива да ограничаваме разбирането за симония само в паричен подкуп. Подкупът може да бъде и материален, във вид на скъпи подаръци. Малко е да се каже, че симонията е духовна корупция. При симонията има нещо много по-страшно, защото освен материални, причинява и духовни щети. Чрез нея богослужението се превръща в идолослужение, в пищен ритуал, лишен от смисъл.